# Stavros Reservation
Stavros Reservation ist ein 74 Acres (29,9 ha) umfassendes Naturschutzgebiet bei der Stadt Essex im Bundesstaat Massachusetts der Vereinigten Staaten. Es wird von der Organisation The Trustees of Reservations verwaltet.

## Schutzgebiet
Mit etwa 50 Acres (20,2 ha) besteht der größte Teil des Schutzgebiets aus Salzwiesen, jedoch ist es verbreitet aufgrund des Whites Hill bekannt. Hierbei handelt es sich um einen Drumlin, von dem aus eine hervorragende Sicht auf die Umgebung – insbesondere zum Castle Hill, Crane Beach, Crane Wildlife Refuge und zum Halibut Point – besteht. Ein etwa 0,75 mi (1,2 km) langer Rundweg führt auf den Hügel hinauf und dort zu einer weitläufigen Freifläche, auf der sich die Überreste der steinernen Grundmauern eines ehemals 50 ft (15,2 m) hohen Turms befinden, der in den 1880er Jahren von Lamont G. Burnham errichtet worden war. Der dreistöckige Turm wurde mutmaßlich als Pumpstation für die Farm von Burnham genutzt, jedoch gibt es ebenfalls Hinweise darauf, dass er dort einen Wachposten stationiert hatte, der nach Burnhams Schiffen Ausschau hielt, die Kohle nach Newburyport transportierten. Sobald diese den Halibut Point umrundeten, gab der Wachposten Burnham Bescheid, der daraufhin mit einem schnellen Pferd in die Stadt ritt, um den Verkaufspreis für seine Fracht festzulegen.